# K Records
K Records es una discográfica independiente, de Olympia, Washington, en parte fundada, dirigida y operada por Calvin Johnson, antiguo integrante de las bandas Cool Rays, Beat Happening, The Go Team, The Halo Benders y actualmente de Dub Narcotic Sound System. Inspirado por Sun, SST, Rough Trade, CJ Records, Bomp!, Dischord y muchas otras, Johnson abrió esta firma originalmente con la simple intención de hacer conocida la música de sus amigos al resto del mundo. Sin embargo, con el paso del tiempo comenzó a aumentar su prestigio.
Adicionalmente, en la canción Lounge Act de la banda estadounidense Nirvana, la línea "I'll arrest myself and wear a shield" ("Me arrestaré a mí mismo y usaré un escudo") es una referencia directa al logo de K Records que Kurt Cobain se tatuó en su brazo para probarle su credibilidad indie a Tobi (su novia en aquel tiempo) y porque creyó que era la discográfica de una de sus bandas favoritas, The Vaselines. Sin embargo, descubrió posteriormente que tan sólo se encargaba de la distribución de los discos.
- Datos: Q3080929
- Multimedia: K Records / Q3080929